# Tapinoma acuminatum
Tapinoma acuminatum é uma espécie de formiga do gênero Tapinoma.